# Daniel Pedrosa Loureiro
Daniel Pedrosa Loureiro, más conocido como Dani Pedrosa, (Ribadeo, 4 de septiembre de 1996) es un futbolista español que juega de delantero en el UD Ourense.

## Carrera deportiva
Formado en la cantera del Club Deportivo Lugo debutó el 16 de octubre de 2013 con el primer equipo al ser sustituido por Keko Vilariño en un partido de Copa del Rey contra el Real Club Recreativo de Huelva.
En Segunda División debutó el 31 de mayo de 2015 frente al Albacete Balompié.
El 27 de enero de 2016 fue cedido al UD Somozas de la Segunda División B. El 27 de febrero de 2016 marcó su primer gol con el Somozas, en la victoria de su equipo por 3-1 contra el Coruxo FC.
Durante la temporada 2016-17 volvió a ser cedido al Somozas. Su temporada en el Somozas no fue demasiado buena tras no marcar ni un solo gol. Aun así disputó 27 partidos.
Para la temporada 2017-18 se marchó cedido al CCD Cerceda, que disputaba su primera temporada en Segunda División B. El 3 de septiembre de 2017 marcó su primer gol con el Cerceda, dándole la victoria a su equipo contra el Pontevedra CF.

## Clubes
- SD Ribadeo (2002-2008 )
- Club Deportivo Lugo (2013-2018)
- UD Somozas (2016-2017) (cedido)
- CCD Cerceda (2017-2018) (cedido)
- Real Valladolid Club de Fútbol "B" (2018-2019)[3]
- UD Ourense (2019-2020)
- Racing Villalbés (2020- )